# Collohmannia
Collohmannia (лат.) — род панцирных клещей, единственный в составе семейства Collohmanniidae (Collohmannioidea, Oribatida). В Голарктике известно более 10 видов, включая 3 современных (остальные ископаемые и найдены только в балтийском янтаре).

## Распространение
Голарктика (Евразия и Северная Америка). Обитают в изолированных горных лесах.

## Описание
Относительно крупные панцирные клещи, длина 1—2 мм. Имаго с широкой дорсальной, узкой вентральной бороздкой, средне- и темно-коричневые, общая форма яйцевидная; выпуклая дорсально, более плоская вентрально. Склеротизированная кутикула пористая на всем протяжении, с наложенным имбрицитным рисунком на нотогастре и пластинках аногенитальной области. Они питаются листовой подстилкой, отличаются значительным половым диморфизмом и поведением ухаживания, которое включает передачу брачного корма от самца к самке.
Масляные железы Collohmannia gigantea и других орибатид представляют собой центральный орган защиты и семиохимической коммуникации. Парные масляные железы расположены дорсолатерально в гистеросоме и состоят в основном из больших интимоподобных резервуаров, окруженных железистой тканью. Резервуары состоят из однослойного плоского эпителия и, вероятно, служат только для хранения секрета желез, но не для его выработки. Каждый резервуар открывается наружу через единственную пору. Внешне поры выглядят как овальные кольца гладкой кутикулы, умеренно выступающие над поверхностью нотогастера. Отверстия пор снабжены люкообразными закрывающими механизмами, состоящими из кутикулярных заслонок, которые позволяют открывать резервуар с помощью мышц, прикрепленных к задней части резервуара и внутренней стороне нотогастра.
В составе масляных желез с лимонным запахом Collohmannia gigantea методом газовой хроматографии — масспектрометрии выявили две различные хроматографические зоны, первая из которых содержала набор из шести летучих соединений, включающий лимонно-ароматические монотерпеновые альдегиды нерал и гераниол, ароматический монотерпеновый эфир нерилформиат, ароматический альдегид (2-гидрокси-6-метил-бензальдегид = 2,6-HMBD) и два неароматических углеводорода, тридекан и пентадекан.

## Систематика
Известно более 10 видов: 3 современных вида и остальные ископаемые (с учётом Embolacarus pergratus).
Род Collohmannia был впервые описан в 1922 году немецким зоологом Максом Селлником (1884—1971) и назван так в связи с тем, что формой тела он напоминает род Lohmannia и близкие рода. Позднее крупный французский акаролог Франсуа Гранжан (François Grandjean; 1882—1975) выделил его в монотипическое семейство Collohmanniidae Grandjean, 1958, а затем и в монотипическое надсемейство Collohmannioidea Grandjean, 1969 (Collohmannoidea). Второй его род (ископаемый Embolacarus, чей голотип был утерян во время Второй Мировой войны вместе с другими материалами из Кенигсбергского университета) позднее был сведён в синонимы к Collohmannia. 
Среди отличий рода от близких групп, во-первых, их относительно крупный размер. Во-вторых, они являются одними из немногих орибатидных клещей и единственные за пределами Brachypylina, у которых известно поведение ухаживания и сильный половой диморфизм. В-третьих, они довольно изолированы и, по-видимому, реликтовы как в морфологическом и биогеографическом смыслах. Их морфологическая отличительность привела к признанию Collohmannioidea, одного из нескольких монофамильных надсемейств в парафилетическом инфраотряде Mixonomata. Известные виды имеют довольно ограниченное распространение в лесистых умеренных регионах Евразии и Северной Америки. В-четвертых, они потенциально могут занимать важное филогенетическое положение в качестве сестринского таксона Ptyctima, разнообразной группы среднеподвижных орибатидных клещей с характерной защитной формой и поведением. Также они являются одними из наиболее известных орибатидных клещей с точки зрения экзокринных желез и химической экологии.
- Collohmannia asiatica Krivolutsky and Christov, 1970 (in Christov 1970) — Таджикистан[8][9]
- Collohmannia gigantea Sellnick, 1922[1] — Евразия typus
  - (= C. nova Sellnick, 1932)
- Collohmannia johnstoni Norton et Sidorchuk, 2014 — США[2]

### Палеонтология
Несколько ископаемых видов обнаружены в балтийском янтаре.
- †Collohmannia groehni Kolesnikov et al., 2024
- †Collohmannia kerneggeri Kolesnikov et al., 2024
- †Collohmannia clavata Kolesnikov et al., 2024
- †Collohmannia albertii Kolesnikov et al., 2024
- †Collohmannia nortoni Kolesnikov et al., 2024
- †Collohmannia pergrata (Sellnick, 1919)
  - (= Embolacarus pergratus Sellnick, 1919)[10]
- †Collohmannia schusteri Norton, 2006 — Балтийский янтарь[11]
- †Collohmannia sellnicki Kolesnikov et al., 2024
- †Collohmannia weiterschani Kolesnikov et al., 2024